# Altes Schloss (Sugenheim)

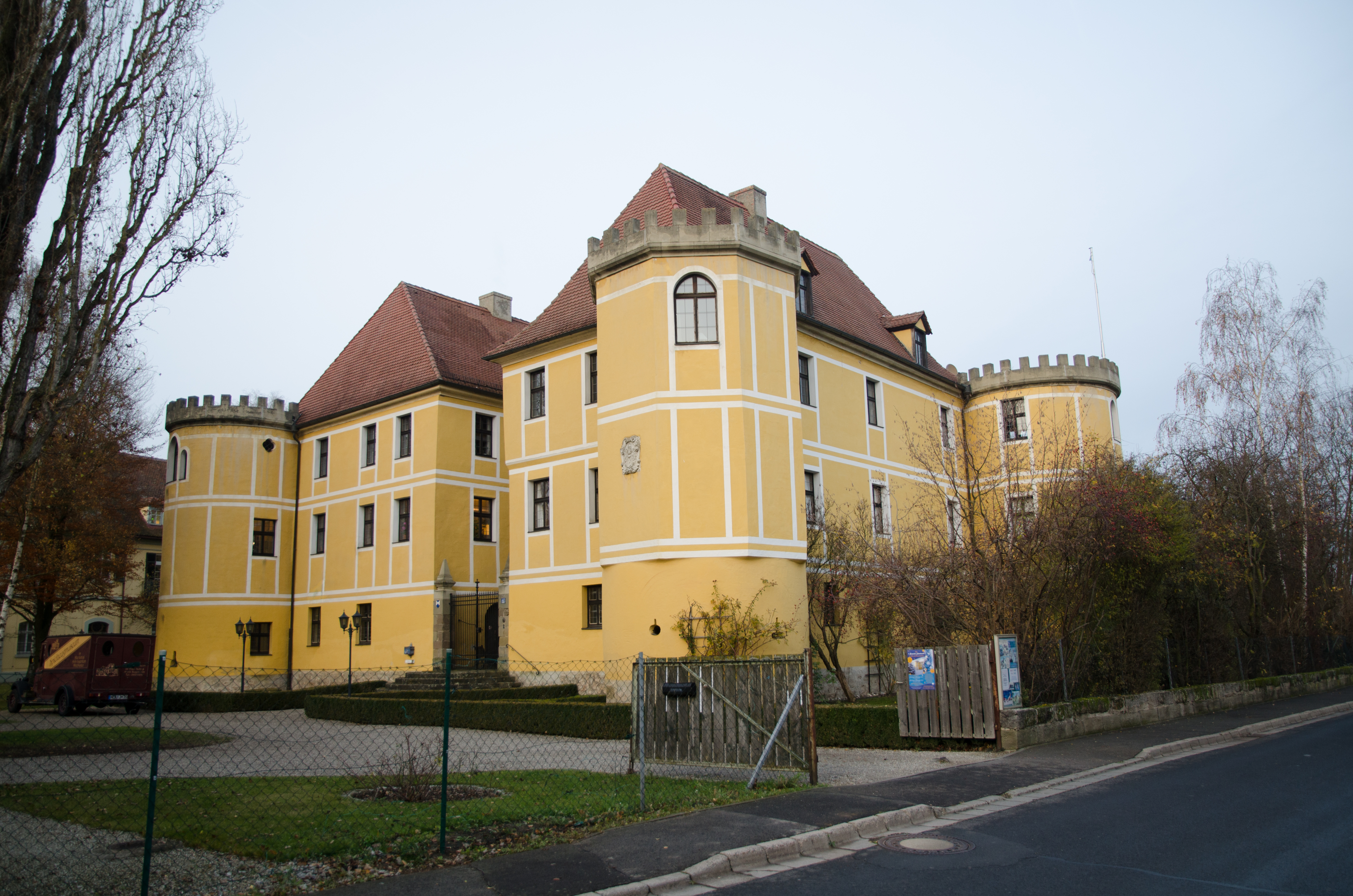
Das Alte Schloss in Sugenheim

Das Alte Schloss, auch Inneres Schloss genannt, eine ehemalige Wasserburg, ist ein denkmalgeschütztes Bauwerk, das in Sugenheim, einem Markt im Landkreis Neustadt an der Aisch-Bad Windsheim in Mittelfranken in Bayern steht. Der Gebäudekomplex ist unter der Denkmalnummer D-5-75-165-36 als Baudenkmal in die Bayerische Denkmalliste eingetragen.

## Geschichte
Im Jahr 1298 wurde Sugenheim als „Subenheim“ erstmals urkundlich erwähnt, seit 1366 ist die heutige Form „Sugenheim“ bezeugt.
Von den Lehnsherren Castell und Hohenlohe erwarben die Freiherrn von Seckendorff nach und nach einen geschlossenen Herrschaftskomplex und errichteten ein Schloss. Ab 1528 erfolgte in der Region die Reformation. Die um 1600 neu gebaute, drei Flügel umfassende Schlossanlage mit dem von einer Galerie geschmückten kleinen Innenhof und vier massiven Ecktürmen lässt noch etwas von dem Charakter der ausgedehnten reichsunmittelbaren Adelsherrschaft spüren, die zum Fränkischen Ritterkreis gehörte. Nach dem Dreißigjährigen Krieg ließen sich dort zahlreiche protestantische Glaubensvertriebene aus Österreich nieder und trugen maßgeblich zum Wiederaufbau bei. Das Neue Schloss entstand im Markgrafenstil um 1746/1749.
Im Jahr 1796 wurde Sugenheim von preußischen Truppen eingenommen und an das Königreich Preußen angegliedert. 1810 kam Sugenheim an das Königreich Bayern. Mit dem Zweiten Gemeindeedikt 1818 wurde die Ruralgemeinde Sugenheim gebildet und das Herrschaftsgericht in ein Patrimonialgericht I. Klasse umgewandelt, das die freiwillige Gerichtsbarkeit und Ortspolizei bis 1848 innehatte.
Nach beinahe 150-jährigem Leerstand erwarben Jan und Manuela Kube das Schloss und sanierten es denkmalgerecht. Nach der umfassenden Renovierung wird das Alte Schloss in sieben Räumen als Spielzeugmuseum genutzt. Es zeigt Puppen, Puppenstuben, Puppenküchen, Schaukelpferde, Blechspielzeug, Spiele, Kinderbücher und Zinnfiguren sowie Kinderuniformen aus vergangener Zeit. Das Schlossmuseum (an das Spielzeugmuseum angeschlossen) zeigt den Renaissance-Saal, die Hauskapelle und Wohnkultur sowie Hofuniformen.

## Beschreibung
Um einen engen, nach Westen offenen Hof wurden unter Verwendung mittelalterlicher Teile drei dreigeschossige, mit Walmdächern bedeckte Gebäudetrakte gruppiert, die nach Westen, Norden und Osten je einen runden, und nach Süden einen achteckigen mit Zinnen bekränzten Eckturm haben. Die Ecktürme wurden 1806–12 auf die Höhe der Dachtraufen verkürzt und mit Flachdächern bedeckt. 1844 wurde der Gebäudekomplex farbig im Tudorstil gefasst.
Das Baudenkmal wird in der Bayerischen Denkmalliste folgendermaßen beschrieben:

„Altes Schloss, ehemalige Wasserburg: Dreigeschossige, um engen Hof gruppierte Dreiflügelanlage mit Walmdächern, Putzgliederung und drei runden und einem oktogonalen Eckturm jeweils mit Zinnenkranz, im Kern spätmittelalterlich, Arkaden und Treppenturm im Hof 2. Hälfte 16. Jh., Kürzung der Ecktürme und Fassade nach Plänen von Michael Bullmann, vermutlich nach Idee von Alexander Friedrich Wilhelm von Seckendorff, 1806–12, Giebelgauben, 19. Jh.“